# Adrian Carmack
Adrian Carmack (1969. május 5. –) egyike az id Software négy alapító tagjának a másik három, John Carmack (nem rokonok), John Romero és Tom Hall mellett. A cégnél grafikusként dolgozott és főrészvényes volt, amíg el nem hagyta azt.
Adrian Carmack 2005-ben lépett ki az id Software-től, azzal az indokkal, hogy úgy érzi mindent elért már a játékok terén és most a művészetre szeretne összpontosítani. 2005 szeptemberében a Wall Street Journal kiderítette, hogy Adrian Carmack beperelte korábbi üzleti partnereit, mert valójában kirúgták azzal, hogy rávették: adja el a saját részét (41%) a cégből 11 millió dollárért egy szerződést aláírva, amit most viszont szeretne érvényteleníteni. A 11 millió dollár csak töredéke a részvények valódi értékének, ami megközelítőleg 43 millió dollár, miután az id Software 105 millió dolláros ajánlatot kapott 2004-ben az Activisiontől.